# SEAT 1430
El SEAT 1430 fue un automóvil de turismo producido por SEAT en la Zona Franca de Barcelona bajo licencia Fiat, con carrocerías berlina y de cinco puertas de tipo familiar. Estaba basado en el Fiat 124 Special, del que se diferencia principalmente por detalles de tipo estético, como su calandra específica y los dobles focos cuadrados, entre otros detalles.

## Historia, diseño y mecánica
El SEAT 1430 fue presentado en el Salón Internacional del Automóvil de Barcelona  de 1969. Se basaba enteramente en la versión Special del Fiat 124 adaptada al mercado español mediante la adopción de elementos cosméticos provenientes del Fiat 125 -modelo de estética similar al 124 pero perteneciente al segmento superior al utilizar la plataforma de mayor tamaño del veterano Fiat 1500 C-. 
Pese a ser un modelo específico para el mercado español, su concepción vino directamente definida desde Turín, como en todos los SEAT previos a la autonomía para modificar modelos Fiat obtenida en los acuerdos de 1967 y 1970 entre Fiat y el INI que permitió la puesta en marcha del Centro Técnico de Martorell. 
En España supuso la aparición por primera vez de un modelo relativamente asequible con soluciones muy modernas como el tren trasero con muelles y cuatro brazos, los motores biárbol o las cajas de cambios de cinco marchas opcionales junto con unos acabados muy cuidados respecto al 124 normal. Esta combinación de acabado y prestaciones -particularmente en sus versiones "Especial" de 1.600 y 1.800 c.c - le permitieron disfrutar durante algunos años de una posición privilegida frente a la escasa competencia -Renault 12, Austin Victoria y Citroën GS principalmente-
De este modo el "Catorce-Treinta" como era conocido entre los aficionados fue siempre considerado como un modelo distinto del 124, situándose como un producto aspiracional en la gama SEAT al no justificarse la fabricación local del 125, dado el reducido volumen de ventas del mercado nacional y la obsolescencia del 125 derivado de los antiguos Fiat 1500.
Por este mismo motivo, a diferencia del Fiat 124 Special italiano, el 1430 recibió una denominación propia que le situaba entre los Seat 850 y Seat 1500 en lugar de utilizar como nombre el número de proyecto como haría la matriz Fiat  a partir del Fiat 124 del año 1966
Cosméticamente, para emparentarlo con el Fiat 125, se montaron las ópticas delanteras y traseras de este, abandonando los cuatro faros redondos del 124 Special en favor de un frontal específico con cuatro ópticas cuadradas junto con los pilotos posteriores del 125 en sus dos series.
Estructuralmente sin embargo el coche era idéntico al Fiat 124, montando las puertas con manetas encastradas de los Fiat 124 Special y Fiat 125 así como el tren trasero de cuatro brazos y barra panhard de la versión Special del 124 italiano. El interior también procedía del 124 Special al que se añadía el volante de dirección del 125 del que también provenían sus grupos propulsores.
Por último, sus grupos propulsores procedían tanto del Fiat 124 S -motor 1430 con árbol lateral- como de los Fiat 125 y Fiat 132 -motores 1600cc y 1800cc biárbol-. 
Incorporó en un principio la planta motriz del Fiat 124 Special, de varillas y balancines con 1.438 cm³. Durante ese mismo año, también se lanza la variante equipada con el motor "Bialbero" creado por el brillante ingeniero Aurelio Lampredi; inicialmente, en versión 1430 Especial 1.600 con el propulsor biárbol en cabeza de 1.592 cm³ análogo al del recién aparecido Fiat 124 Special T 1600 lanzado un año antes por la casa matriz, y en 1974 con el de 1.756 cm³ correspondiente a la versión utilizada de este propulsor en los dos Fiat 124 Sport 1800, bajo la denominación de 1430 Especial 1800. Conocidos por la afición por su clave interna de fábrica como FU, existieron diversas variantes del mismo; 1430 Especial 1.600 FU-00 y FU-02 (ambos con cajas de cambio de 4 velocidades) y, por otro lado, estaban los FU-01 (con caja de cambios de 5 velocidades) con carrocerías berlina y cinco puertas (esta última denominada FM incorporaba llantas con tapacubos al estar destinada al servicio público), 1430 Especial 1800 FU-10, del que se fabricaron 904 unidades en 1974 (las unidades fabricadas en 1975 se desconocen), y el testimonial 1430 Especial 1800 Réplica FU-11 destinado en exclusiva al uso en competiciones deportivas. Incluso, ya casi en el ocaso de su carrera comercial, la empresa Ddauto, totalmente ajena a la marca, desarrolló una versión evolucionada del SEAT 1430 Especial 1800, en la que se corregían ciertas deficiencias congénitas del modelo incorporando entre otras la dirección de cremallera.
Tras el modelo inicial de 1968, en agosto de 1971, el 1430 experimentó sus primeros cambios de tipo estético, recibiendo unos nuevos pilotos traseros procedentes del Fiat 125 segunda serie, y extractores para la ventilación del habitáculo en los montantes traseros del techo, junto a otros ligeros retoques, a la vez que un nuevo sistema de frenos con doble circuito hidráulico, a los que se suman otros sutiles cambios efectuados en los años sucesivos, de los cuales quizá el más significativo fue la introducción del 1430 "potenciado" en el año 1973, que ganaba potencia máxima, distinguible por sus ranuras de ventilación bajo la calandra.
Fue sustituido por el Seat 131 cuyas versiones 131-E eran equivalentes a las Fiat 131 Speciale, sustituto del 124 Speciale en Italia donde se deja de fabricar en 1974. En el particular mercado español sin embargo el 124 sigue fabricándose en la nueva gama SEAT 124 D versión ´75 reestilizada por Giorgetto Giugiaro, conocida como "Pamplona" por los aficionados, que en sus versiones básicas el lugar del Fiat 128 en otros mercados. Paralelamente se desarrolla una gama de 124 D "Especial" con el salpicadero y los asientos del 1430 y los motores 1.600 y 1.800 cc que habían utilizado los 1430 Especial junto con un inédito 2000 de escasa difusión.

## Evolución del SEAT 1430
Se comercializaron tres series del modelo, el cual iban surgiendo con leves cambios tanto estéticos como mecánicos. 

### Primera Serie (1968-1971)
Basado en el  Seat 124 de 1968, el nuevo modelo presentado en el Salón del Automóvil de Barcelona, se sitúa un escalón por encima en la gama de la marca.  
Exteriormente monta las dobles ópticas cuadradas del 125 junto con una parrilla inspirada en la de este mientras que mantiene las ópticas traseras del 124-A Special con el catadióptrico en el centro.
A diferencia de la gama Fiat que utilizaba un tipo de suspensión trasera distinto para las versiones normale y Special del Fiat 124-A, los primeros 124 y 1430 montaron la suspensión con transmisión por falso tubo de empuje del modelo normal italiano, pasando a partir de 1969 a utilizar el tren trasero "Messori" que se había unificado para toda la gama Fiat 124-B italiana. Esta suspensión trasera denominada "schema a quadrilatero", incorporaba dos tirantes de reacción superiores que formaban cuadrilátero deformable con los dos brazos de empuje inferiores y el propio puente, completando el conjunto una barra panhard. Simultáneamente se incorporó un distinto pedalier con los pedales pisados en lugar de colgados entre otros sutiles cambios menos significativos.

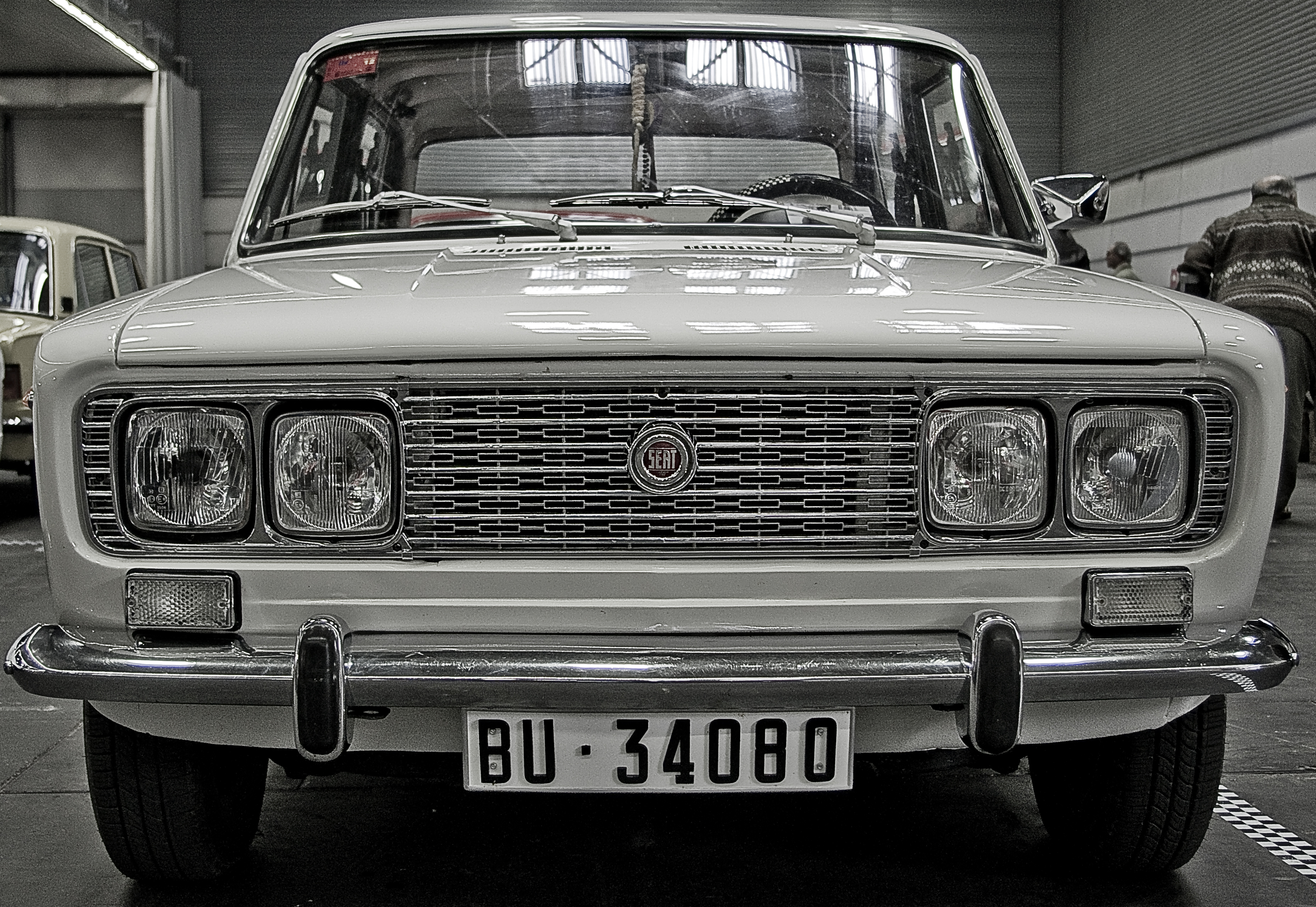
SEAT 1430 Primera serie
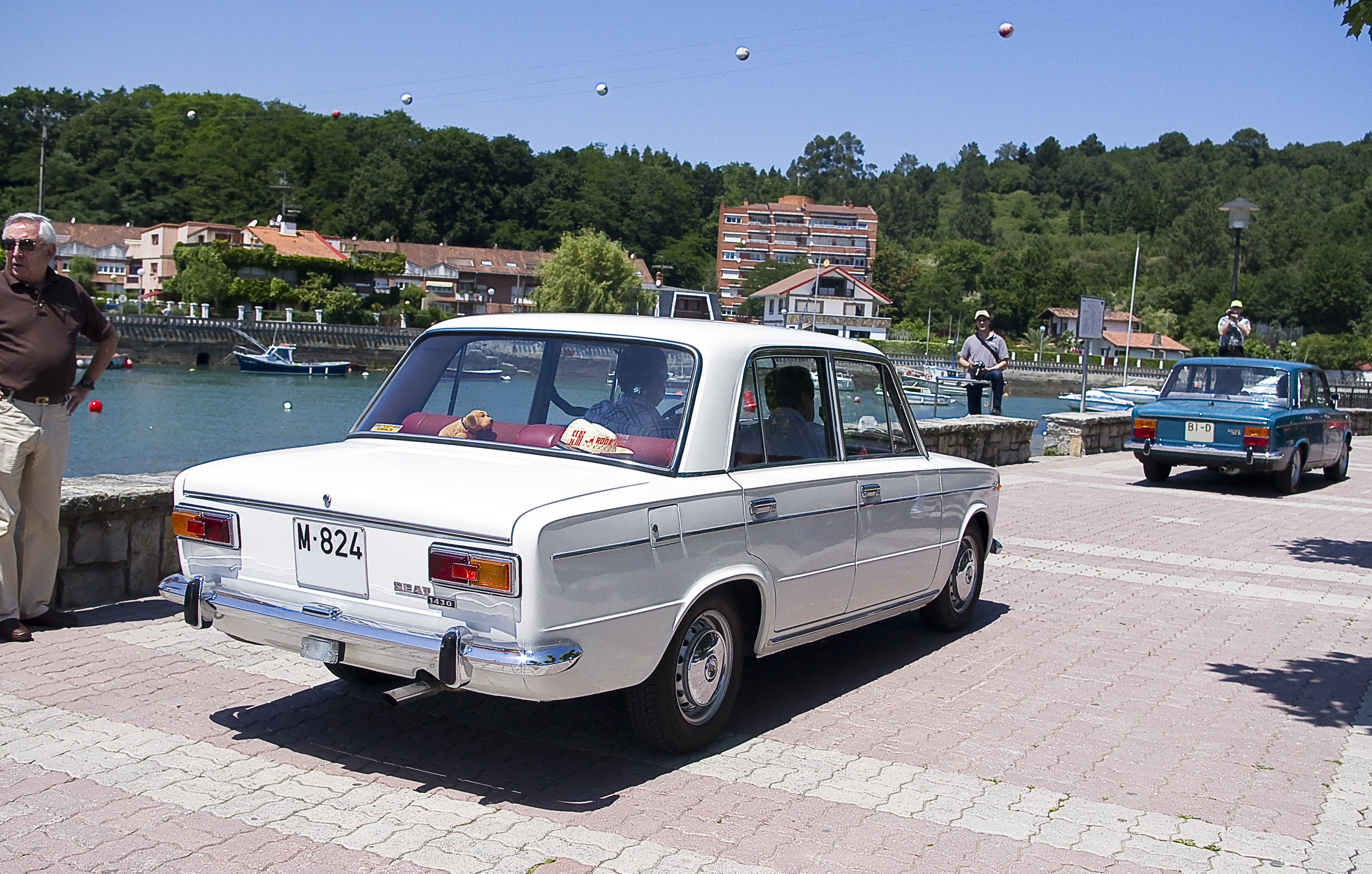
SEAT 1430 Primera serie (vista posterior)

### Segunda Serie (1971- 1973)
En 1971 el SEAT 1430 experimenta una remodelación general, adoptando además de nuevos frenos, los pilotos traseros del 124-B italiano y Seat 124 contemporáneo, rejillas de aireación diferentes en el pilar C, nuevos accesorios de color negro, y la calandra con cuatro faros anodizada en negro.

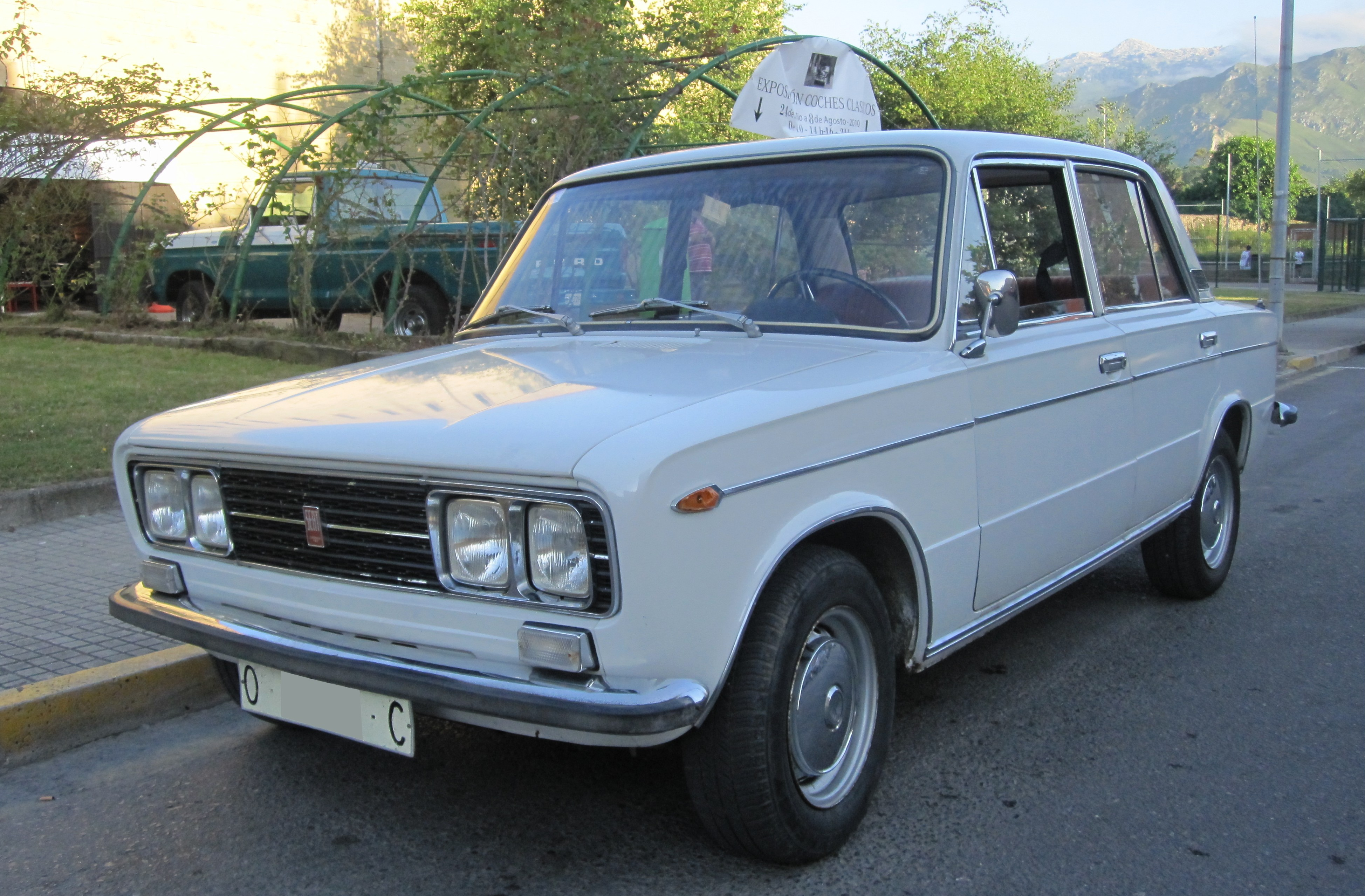
SEAT 1430 segunda serie modelo ´73
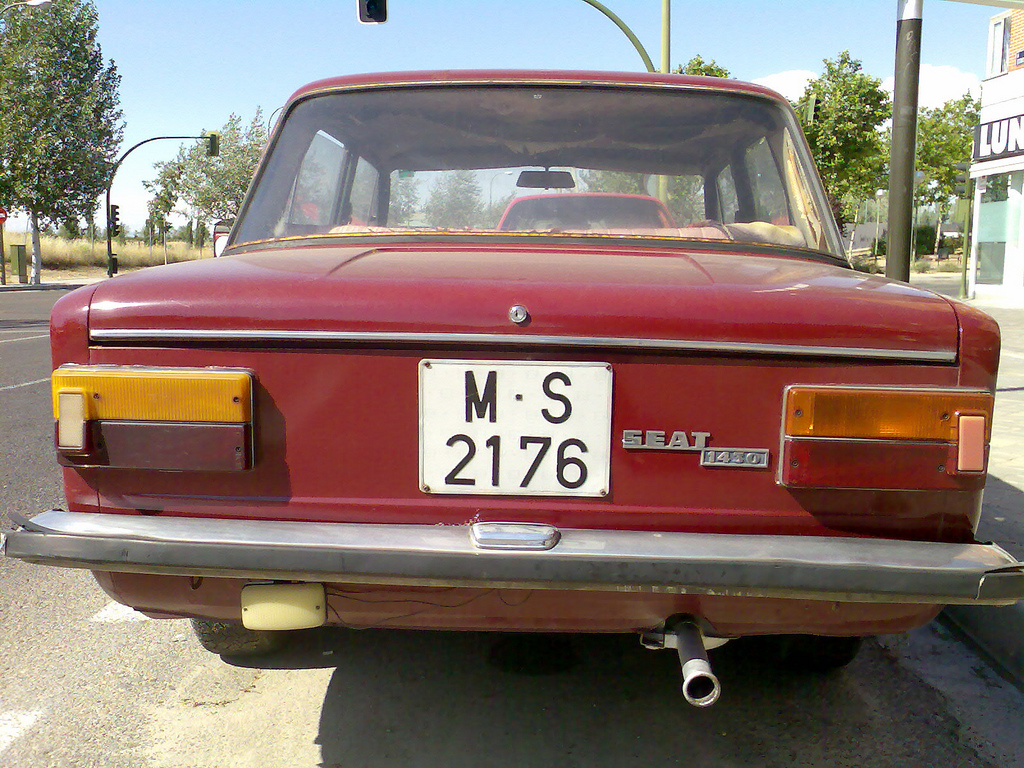
SEAT 1430 segunda serie (vista posterior)

### Tercera Serie (1973- 1975)
En abril de 1973 empieza la producción del nuevo Seat 1430, que ve incrementado el rendimiento de su propulsor en un 8%. Se distingue estéticamente de la versión anterior, aparte de por su nueva gama de pintura para la carrocería, por las ranuras de ventilación practicadas para mejor refrigeración.
Simultáneamente se lanza el nuevo SEAT 1430 Especial 1600, derivado íntegramente del Fiat 124 Special T 1600 presentado por la casa matriz el año anterior. Sobre el modelo normal, mecánicamente añade el propulsor biárbol de 1.592 c.c. con una mayor potencia máxima declarada, y una nueva reducción en el grupo diferencial posterior. Estéticamente se distingue por la adopción de las llantas del Autobianchi A112, que carecen del tradicional embellecedor central cromado, y que manteniendo la misma anchura de garganta de pocas pulgadas que las de la versión normal, disponen de un menor desplazamiento que estas, disminuyendo la anchura de vía. También son nuevos los asientos, así como la nueva instrumentación, junto a una nueva escala en el velocímetro. El salpicadero pasa a estar forrado íntegramente en material negro. Otras características exclusivas son su calandra totalmente anodizada, la plancha en la base posterior.
A finales del año 1974 se lanza el nuevo SEAT 1430 Especial 1800, que respecto al SEAT 1430 Especial 1600, aporta el grupo propulsor 1800. Las llantas de diseño similar a las de la variante de motor 1600, son de color plateado.
También entra en escena la variante del SEAT 1430 especial 1600 equipada con la carrocería de cinco puertas, que comparte interiores con la berlina 1600 y que mantiene las mismas llantas, calzadas con neumáticos radiales de la versión del 1438cc
Todas estas versiones se seguirán ofreciendo en el catálogo de la marca, con pequeñas modificaciones de detalle, hasta el cese de la producción de las mismas.

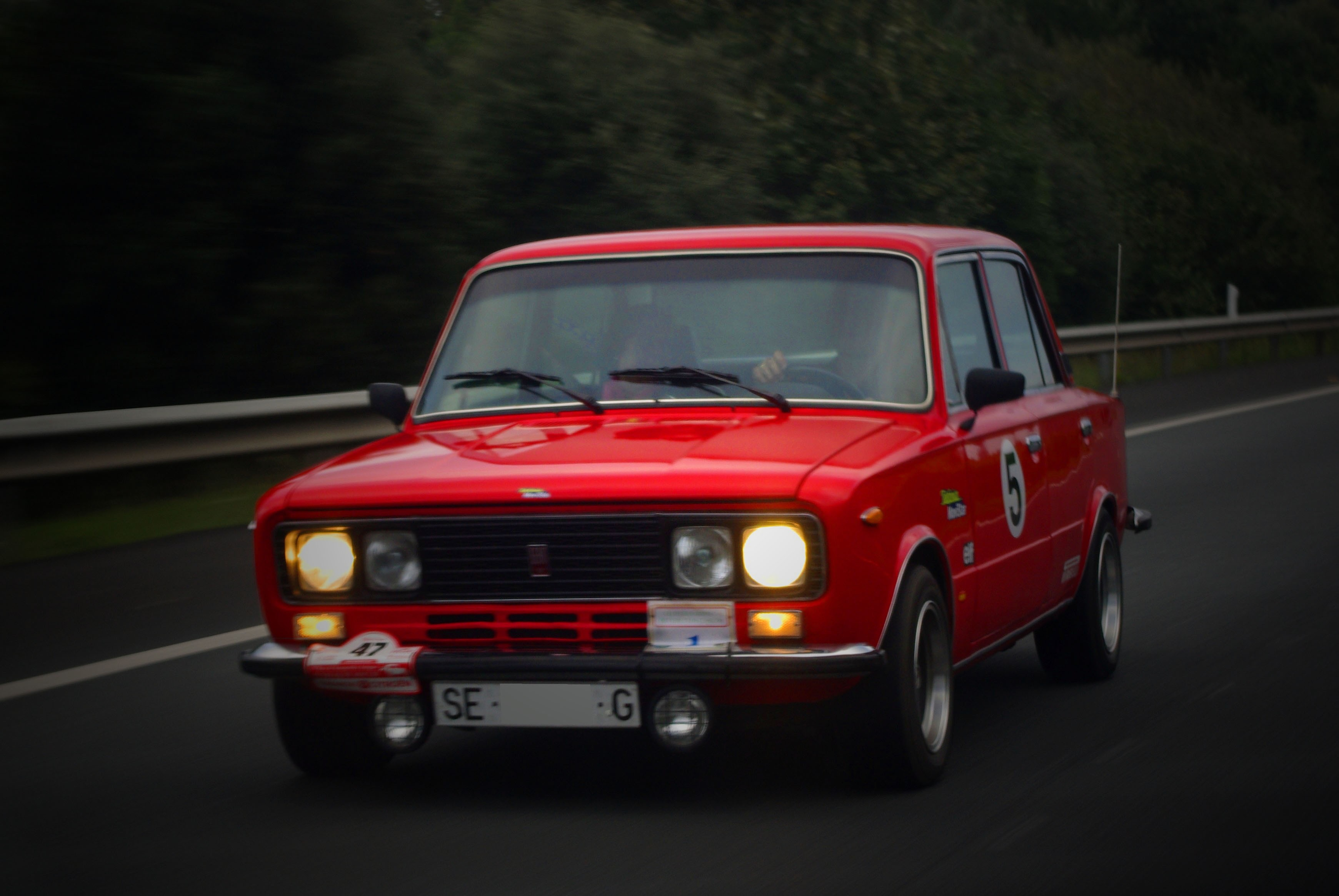
SEAT 1430 Especial 1600
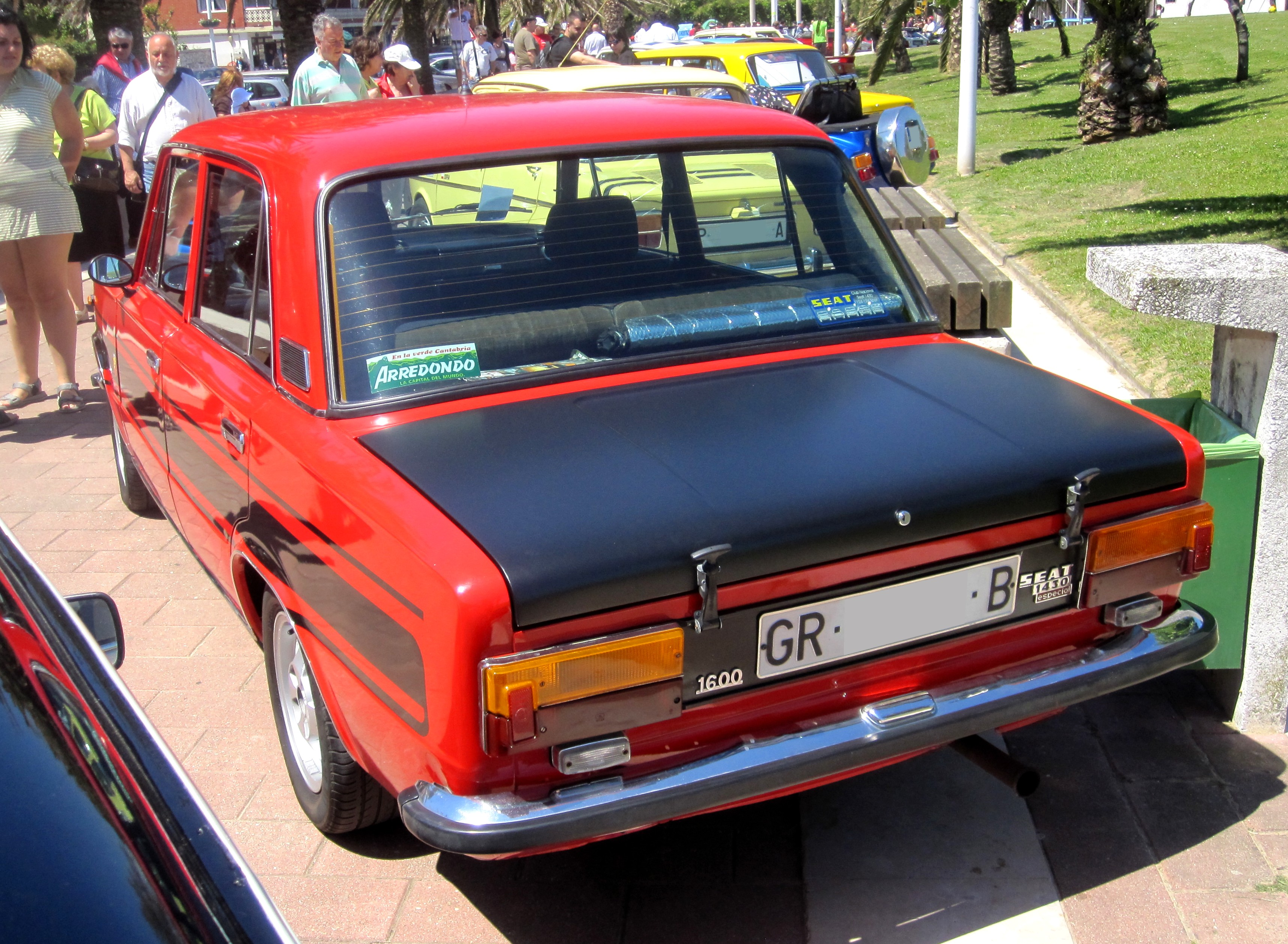
SEAT 1430 Especial 1600 (vista posterior)

## Versiones especiales y Variantes
- SEAT 1430 Especial 1800 DDAUTO

Los testimoniales SEAT 1430 Especial 1800 Ddauto, elaborados por Ddauto, se caracterizaban por adoptar una nueva dirección de tornillo sin fin y rodillo original, volante de dirección negro, unos frenos con discos en el tren delantero, además de por sus llantas en aleación ligera Estral calzadas con neumáticos radiales de perfil ultra bajo, y distinta alineación de las ruedas traseras, entre otras modificaciones menores. La limitada velocidad punta real del Ddauto, se alcanzaba en cuarta velocidad, debido a que por cuestiones de presupuesto se mantuvo el grupo final original de los 1430 Especial, y que le otorgaba un desarrollo excesivo para su curva de potencia en la marcha más alta, en lugar de la relación más corta inicialmente prevista, y que le hubiera autorizado un mejor aprovechamiento de la potencia disponible.
- SEAT 1430 familiar

El 1430 al igual que el 124 también contó con una variante con carrocería familiar del modelo, aunque fue más escasa, muchos de estos coches se destinaron al uso de bomberos, ambulancia, policía, guardia civil, fúnebre, para acompañamiento floral (pick-up). 
- SEAT 1430 Cupé Serra

Era una preparación por el carrocero Pedro Serra, pues se realizaba por encargo y hubo muy poquitas unidades, la transformación consistía en suprimir las puertas traseras y rediseñar la trasera por completo con una línea más inclinada, lográndole dar un aspecto de cupé, una de estas unidades pintada en color verde se presentó en el Salón de Barcelona, su precio era de unas 330.000 pesetas.  

### Prototipos
- SEAT 1430 Cupé Inducar

Este prototipo fue carrozado en el año 1970 por Inducar, convirtiendo su carrocería en la de un cupé de 2 puertas, pero manteniendo su línea y por supuesto su frontal con los cuatro faros cuadrados, la carrocería estaba pintada en color gris y el techo vinilado en negro.

## SEAT 1430 en competición
- SEAT 1430-1800 Gr. 5: participó en 1973 en el Rally RACE de España.

- SEAT 1430-1800 Gr. 4: participó en 1977 en el Rally de Montecarlo.

- SEAT 1430 Abarth (kit): Preparaciones especiales para competición de la casa italiana Abarth, con llantas targa, alerones y modificaciones mecánicas.